# Sân bay Łódź Władysław Reymont
Sân bay Łódź Władysław Reymont (IATA: LCJ, ICAO: EPLL), tên trước đây Sân bay Łódź-Lublinek, là một sân bay ở miền trung Ba Lan, cách trung tâm thành phố Łódź 6 km về phía tây nam.
Sân bay này hoạt động từ ngày 13 tháng 9 năm 1925 và hiện đang được nâng cấp. Sân bay này được đặt tên theo nhà văn ba Lan đoạt Giải Nobel Văn học năm 1924 Władysław Reymont.

## Lịch sử
Sân bay Łódź mở cửa vào ngày 13 tháng 9 năm 1925. Trong thế chiến II, lực lượng chiếm đóng của Đức đã nâng cấp sân bay cho quân đội sử dụng, bằng cách xây dựng đường băng bê tông dài 1.200 m (3937 ft). Trong những năm ngay sau chiến tranh, sân bay là một trung tâm giao thông quan trọng, nhưng vai trò đó bị suy giảm vào những năm 1950 với sự phát triển của sân bay Warsawa. Đến cuối thập kỷ, kết nối hành khách thường xuyên để Łódź đã bị dừng lại.
Những nỗ lực nhằm khởi động lại lưu lượng hành khách đã được thực hiện trong những năm 1990. Năm 1997, nhà ga hành khách mới (công suất khoảng 50.000 lượt khách/năm) đã được khai trương.
Kể từ khi Port Lotniczy Łódź-Lublinek sp. z o.o. (Lodz Lublinek Sân bay LLC) trở thành nhà điều hành của sân bay, thay đổi tên của nó trong năm 2007 thành Port Lotniczy Łódź im. Władysława Reymonta Sp. z o.o..
Ngày 31 tháng 10 năm 2002, một hệ thống điều khiển hạ cánh chính xác/thiết bị đo cự ly ILS/DME đã được lắp đặt tại sân bay.
Trong tháng 9 năm 2005, đường băng đã được kéo dài từ 1443 m (4734 ft) lên 2.100 m (6890 ft) phục vụ máy bay lớn như Boeing 737.
Ngày 28 tháng 10 năm 2005, nhà ga hành khách mới, nhà ga số 2 (công suất xấp xỉ khoảng 300.000 lượt người/năm) được khánh thành.
Ngày 30 Tháng 10 năm 2005, chiếc Boeing 737 lần đầu tiên trong lịch sử của sân bay Łódź hạ cánh tại đây.
Vào ngày 19 tháng 1 năm 2007, đường băng được kéo dài lên 2.500 m (8202 ft) được đưa vào sử dụng.
Trong tháng 6 năm 2012, nhà ga số 3 với công suất 1,5-2 triệu lượt khách mỗi năm đã được khai trương, công suất hơn 5 lần so với của nhà ga cũ. Nhà ga 2 sẽ được tháo dỡ và bán cho Radom cho sân bay mới của họ.

## Các hãng hàng không và các tuyến điểm

### Nhà ga 1
- Jet Air (Bydgoszcz)

### Nhà ga 2
- Jet Air (Berlin [via Bydgoszcz], Copenhagen [via Bydgoszcz], Vienna)
- Ryanair (Dublin, Edinburgh, Liverpool, London-Stansted, Nottingham East Midlands, Shannon, Stockholm-Skavsta)
- El-Al (Tel-Aviv)
  - operated by Sun d'Or International Airlines

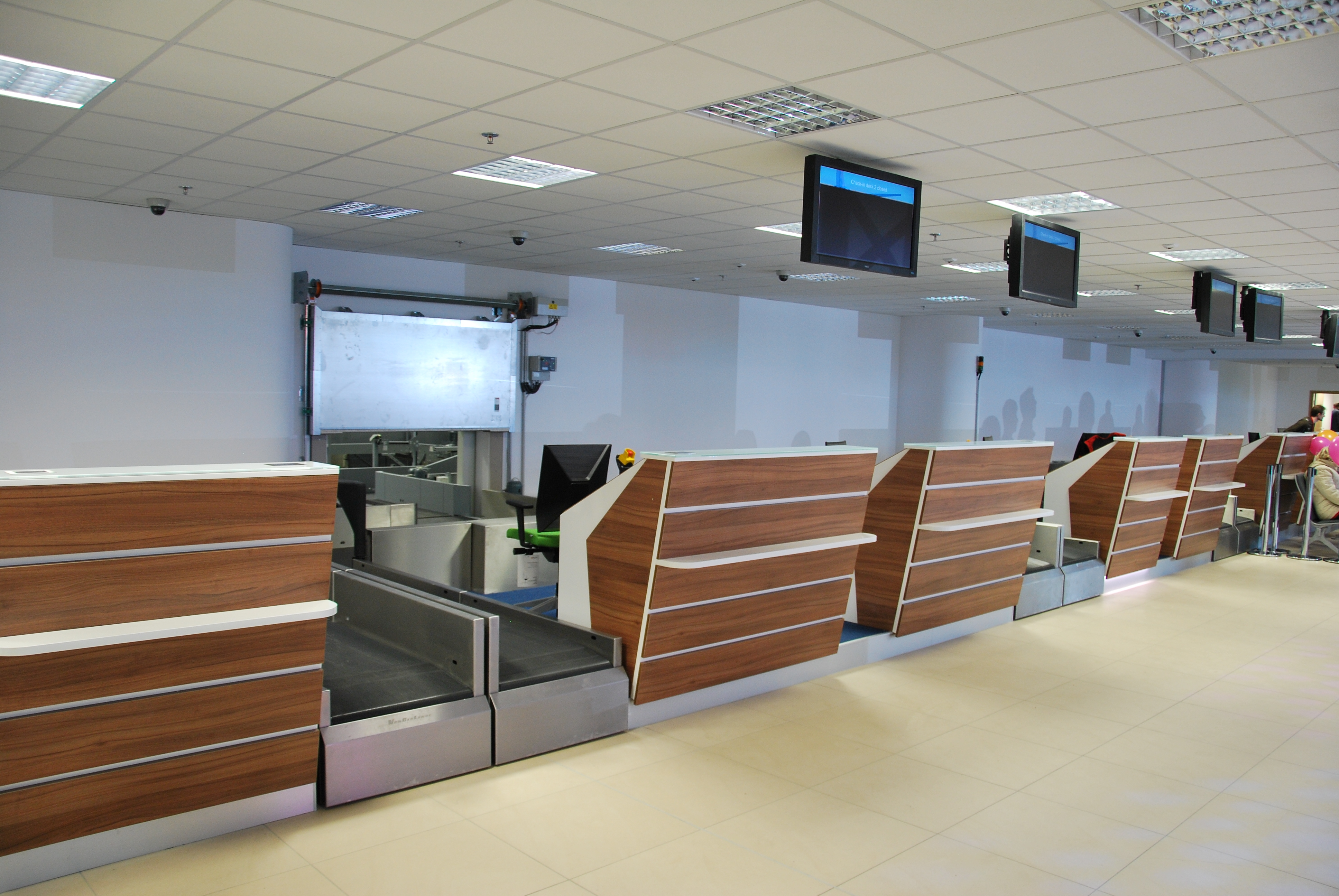
Bên trong nhà ga quốc tế